# Emil Dică
Emil Cosmin Dică (* 17. Juli 1982 in Scornicești, Kreis Olt) ist ein ehemaliger rumänischer Fußballspieler.

## Karriere
Dică begann seine Karriere bei FC Argeș Pitești. 2001 wurde er zu Pandurii Târgu Jiu verliehen. Nach einer Saison bei Pandurii wurde er zu Internațional Pitești in die Divizia B verliehen. 2003 kam er wieder zum FC Argeș Pitești zurück und kam dort in 2 Saisonen auf 42 Spiele. Am 9. August 2003 gab er sein Debüt in der Divizia A im Spiel gegen Dinamo Bukarest. Das Spiel endete 2:1 für Argeș. 2005 spielte er kurz für Dacia Mioveni in der Divizia B. Im Juli 2005 wechselte er zu Rapid Bukarest in die Divizia A. 2009 wechselte er ablösefrei zum Pokalsieger CFR Cluj. Dort gewann er im Jahr 2010 das Double aus Meisterschaft und Pokalsieg. Im Jahr 2011 verließ Dică den Verein und wechselte zum griechischen Erstligisten Skoda Xanthi. Bereits ein halbes Jahr später schloss er sich dem kasachischen Klub FK Astana an. Im Sommer 2012 kehrte er nach Rumänien zu CS Mioveni zurück. In der Winterpause 2012/13 schloss er sich Erstligist Rapid Bukarest an. Nachdem Rapid zu Beginn der Saison 2013/14 zum Zwangsabstieg verurteilt worden war, wechselte Dică zu Ligakonkurrent Ceahlăul Piatra Neamț. Dort kam er in der Hinrunde nur dreimal zum Einsatz und kehrte im Februar 2014 zu Rapid zurück. Nach dem Aufstieg 2014 spielte er wieder im Oberhaus. Anfang 2015 schloss er sich Ligakonkurrent Oțelul Galați an. Nach dem Abstieg Oțelul war er im Sommer 2015 drei Monate ohne Verein, ehe ihn im Oktober 2015 Drittligist ACS Sporting Turnu Măgurele verpflichtete. Anfang 2016 schloss er sich dem FC Baia Mare an. In der Saison 2016/17 spielte er für ASA Târgu Mureș in der Liga 1, stieg mit seiner Mannschaft aber am Saisonende ab. Im Sommer 2017 wechselte er zu CS Național Sebiș in die Liga III und beendete dort auch ein Jahr später seine aktive Karriere.

## Erfolge
- Rumänischer Meister: 2010
- Rumänischer Pokalsieger: 2006, 2007, 2010
- Rumänischer Supercupsieger: 2007, 2010

## Sonstiges
Zwischen 2018 und 2019 arbeitete er für die beiden rumänischen Vereine Pandurii Târgu Jiu und ACS Viitorul Târgu Jiu als Sportdirektor.